# Тоокеев, Ормоке
Ормоке́ Тооке́ев (кирг. Ормоке Тоокеев; 1886 год, с. Чолок-Кайин — 28 июля 1972 год, с. Чолок-Кайин, Ак-Талинский район, Нарынская область) — старший табунщик колхоза «Осоавиахим» Акталинского района Тянь-Шаньской области, Киргизская ССР. Герой Социалистического Труда (1949).

## Биография
Родился в 1886 году в крестьянской семье в селе Чолок-Кайин.
С 1933 года трудился табунщиком в колхозе «Осоавиахим» Акталинского района. Позднее возглавлял коневодческую бригаду.
В 1948 году бригада Ормоке Тоокеева вырастила 51 жеребят от 51 кобыл. Указом Президиума Верховного Совета СССР от 29 июля 1949 года удостоен звания Героя Социалистического Труда с вручением ордена Ленина и золотой медали «Серп и Молот».
Проработал в колхозе «Осоавиахим» до выхода на пенсию. Скончался в 1972 году в родном селе.